# Municipio de Hosmer
El municipio de Hosmer (en inglés: Hosmer Township) es un municipio ubicado en el condado de Edmunds en el estado estadounidense de Dakota del Sur. En el año 2010 tenía una población de 19 habitantes y una densidad poblacional de 0,21 personas por km².

## Geografía
El municipio de Hosmer se encuentra ubicado en las coordenadas 45°32′36″N 99°31′0″O / 45.54333, -99.51667. Según la Oficina del Censo de los Estados Unidos, el municipio tiene una superficie total de 90.62 km², de la cual 88,66 km² corresponden a tierra firme y (2,16 %) 1,96 km² es agua.

## Demografía
Según el censo de 2010, había 19 personas residiendo en el municipio de Hosmer. La densidad de población era de 0,21 hab./km². De los 19 habitantes, el municipio de Hosmer estaba compuesto por el 100 % blancos. Del total de la población el 0 % eran hispanos o latinos de cualquier raza.